# Мужские тревоги
«Мужские тревоги» — советский художественный телефильм на военно-морскую тематику, снятый Анатолием Ниточкиным на ТО «Экран». Премьера фильма состоялась в 1985 году.

## Сюжет
Молодой морской лейтенант Андрей Киселёв сразу после училища назначается командиром поста гидроакустиков противолодочного корабля «Ловкий» (прототип - сторожевой корабль «Сметливый»). Из-за своей юности и неопытности он совершает ошибки, некорректно обходится с подчинёнными, что приводит к пристальному вниманию со стороны командования, а также к отсутствию взаимопонимания с коллективом матросов. В один из коротких визитов на берег (действие происходит на главной военно-морской базе Черноморского флота Севастополе) лейтенант Киселёв знакомится с весьма строгой молодой женщиной Надей, которая несущественно старше его, и живёт в частном секторе Гагаринского района города Севастополя вблизи древнего города Херсонес. Непростые взаимоотношения с прохладно себя ведущей Надей и просчёты на службе не дают повода лейтенанту Киселёву отступать. Кроме того, выясняется, что Надя, которой, скорее всего, Киселёв нравится, не хочет начинать с ним серьёзные отношения и ведёт себя так потому, что уже была замужем за офицером-подводником и имеет двоих детей. Муж Нади погиб, но даже когда был жив, служба не позволяла ему уделять достаточно времени семье.
Тем временем командование противолодочного корабля, понимая все трудности молодого выпускника училища, даёт шанс Киселёву исправиться.
Однако на дворе рубеж 1970-х — 1980-х годов, идёт холодная война. В сложной обстановке учебного похода вдали от СССР, успешно выполняя задания, Киселёв набирается опыта, и это приводит к некоторым изменениям в его отношении к окружающим. После успешного завершения похода и возвращения в СССР дружеская обстановка в коллективе говорит о том, что Киселёв нашёл взаимопонимание с матросами, мичманом и командованием. Однако Надя, следуя своим убеждениям не повторять прошлых ошибок, а именно не влюбляться в морского офицера, уезжает с детьми в Ленинград, избегая таким образом встречи с Киселёвым.

## В ролях
- Александр Кузнецов — лейтенант Андрей Киселёв
- Елена Борзова — Надежда
- Леонид Белозорович  — командир корабля Ромнев
- Андрей Гусев — старший матрос Ивашов, гидроакустик
- Александр Сафронов — Павел Васильевич, замполит
- Любовь Соколова — Марья Фёдоровна
- Евгений Шутов — Иван Сергеевич
- Юрий Шлыков — Лужин
- Александр Новиков — начальник медицинской службы корабля
- Борис Борисов — командующий
- Елена Сотникова — эпизод
- Дмитрий Орловский — родственник Ивашова
- Евгений Смирнов — эпизод
- Леонид Серебренников — вокал (нет в титрах)

## Съёмочная группа
- Авторы сценария: Лев Корсунский, Вячеслав Марченко
- Режиссёр: Анатолий Ниточкин
- Оператор: Феликс Кефчиян
- Художник: Иван Тартынский
- Композитор: Вениамин Баснер

## Съёмки
Съёмки фильма проходили на натуре в Севастополе. Эпизоды службы сняты на борту сторожевого корабля «Сметливый» 30-й дивизии надводных кораблей Черноморского флота ВМФ СССР. В 1984-1985 годах во время походов в Чёрном и Средиземном морях на корабле прошли съемки общих планов.